# Håbo-Tibble kyrkby
Håbo-Tibble kyrkby – miejscowość (tätort) w Szwecji, w regionie administracyjnym (län) Sztokholm, w gminie Upplands-Bro.
Według danych Szwedzkiego Urzędu Statystycznego liczba ludności wyniosła: 657 (31 grudnia 2015), 654 (31 grudnia 2018) i 663 (31 grudnia 2019).